# Yasmina Baddou
Pour les articles homonymes, voir Baddou.
Yasmina Baddou, née le 23 octobre 1962 à Rabat, est une avocate et femme politique marocaine.  Elle a été secrétaire d'État auprès du ministre de l'Emploi, des Affaires sociales et de la Solidarité, chargée de la Famille, de la Solidarité et de l'Action sociale dans le gouvernement Jettou I de 2002 à 2007, puis ministre de la Santé de 2007 à 2012 dans le gouvernement El Fassi. Elle est ensuite élue du conseil de la ville de Casablanca.

## Parcours

### Origines et études
Yasmina Baddou est la fille de Abderrahmane Baddou, membre du comité exécutif du Parti Istiqlal, ex-ambassadeur et ancien secrétaire d’État aux Affaires étrangères du temps où M’hamed Boucetta est ministre.
Elle obtient son baccalauréat au lycée Mongrand à Marseille, Yasmina Baddou poursuit ses études de droit à l’université Mohamed-V de Rabat d’où elle obtient une maîtrise en droit privé, puis les 1er et 2e CES en droit des affaires.
En 1990, Yasmina Baddou obtient le certificat d’aptitude à l’exercice de la profession d’avocat. La nouvelle secrétaire d’État chargée de la famille, de la solidarité et de l’action sociale a occupé plusieurs fonctions dont celle d’avocate agréée près la Cour suprême, conseillère juridique du Wali de la région du grand Casablanca et directeur adjoint au département juridique à la Banque commerciale du Maroc.

### Parcours politique
Elle entame en 1987 son parcours sein du parti de l'Istiqlal. Membre de l’organisation de la femme istiqlalienne en 2001, elle est élue secrétaire de section de la commune d’Anfa. Elle est également vice-présidente d’une ONG de réflexion et d’orientation "Alliance Pro".

#### Secrétaire d’État
Sous le gouvernement Driss Jettou, elle est nommée secrétaire d'État auprès du ministre du Développement social, de la Famille et de la Solidarité, chargée de la Famille, de l'Enfance et des Personnes handicapées.
Le 7 septembre 2007, elle remporte son fauteuil à la circonscription de Casablanca-Anfa lors de l'élection parlementaire de 2007 au Maroc.

#### Ministre de la santé
Le 15 octobre 2007, elle est nommée ministre de la Santé dans le gouvernement Abbas El Fassi.

#### Présidente de l'arrondissement d'Anfa et députée
Le 12 juin 2009, elle est élue aux élections communales dans la circonscription d'Anfa à Casablanca en arrivant en première position. Le 25 novembre 2011, elle est réélue aux élections législatives dans la circonscription d'Anfa à Casablanca en arrivant en deuxième position.

### Famille
Elle est mariée à Ali Fassi-Fihri et est mère de trois enfants. 
Ali Baddou, son cousin est un animateur de radio et de télévision en France.

### Sources
- Biographie Yasmina Baddou
- Interview Yasmina Baddou

- Portrait Yasmina Baddou